# Ordre de succession au trône de Monaco

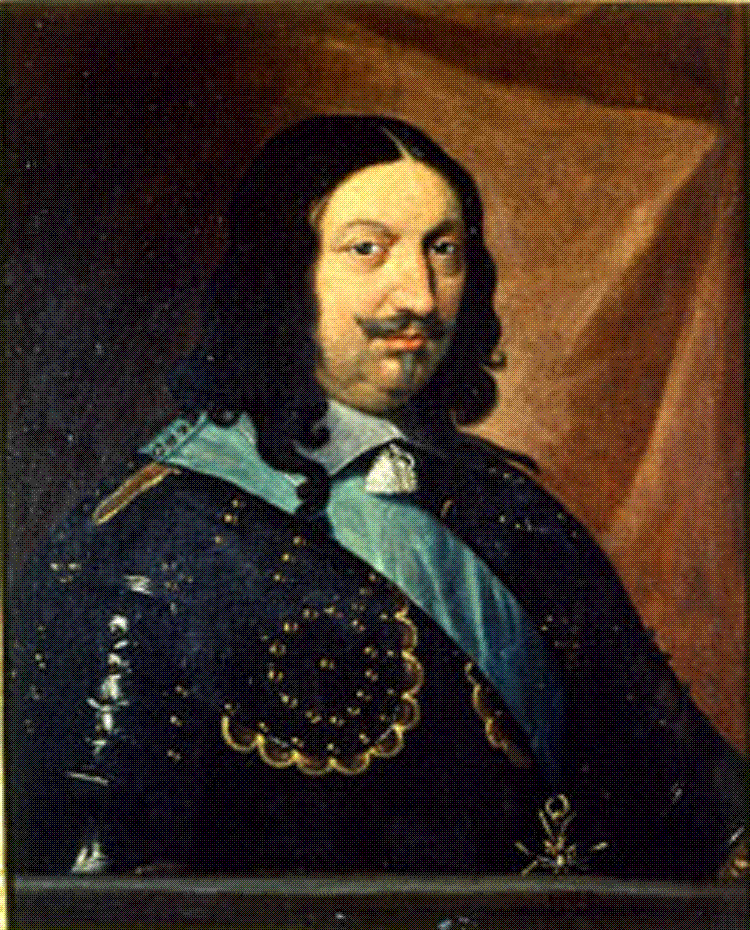
Honoré II de Monaco (1597-1662), premier « prince et seigneur » de Monaco.

Pour les articles homonymes, voir Trône (homonymie).
L'ordre de succession au trône de Monaco est l'ordre dans lequel sont appelés au trône de la principauté de Monaco les membres éligibles des branches subsistantes de la famille princière de Monaco — toutes issues d'Honoré II, héritier des seigneurs de Monaco, qui prit, le premier, à partir de 1612, le titre de « prince et seigneur » de Monaco —, et traite des droits éventuels de leurs représentants d'accéder au trône monégasque.
Sont successivement recensées :
- la descendance de la princesse Charlotte de Monaco (1898-1977), duchesse de Valentinois, dont :
  - le rameau issu du prince souverain Rainier III (1923-2005),
  - le rameau issu de la princesse Antoinette de Monaco (1920-2011), baronne de Massy ;
- la descendance de la princesse Florestine de Monaco (1833-1897), duchesse d'Urach ;
- la descendance de la princesse Honorine de Monaco (1784-1879), marquise de La Charce ;
- la descendance de Marie-Thérèse Grimaldi (1650-1723), marquise de San Martino.

## Descendance de Charlotte de Monaco

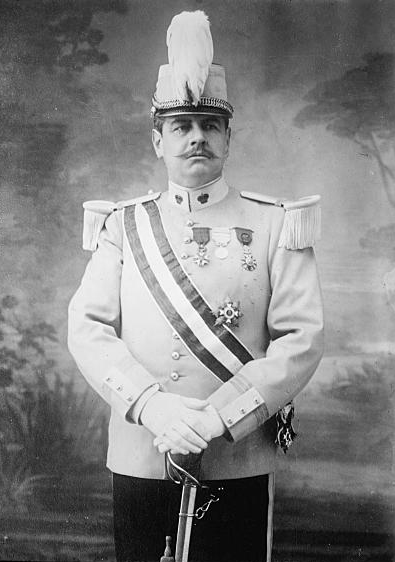
Louis II (1870-1949), père de Charlotte de Monaco.

Cette première branche de la famille princière de Monaco — dont provient l'actuel souverain — est issue de la princesse Charlotte de Monaco, fille de Louis II (1870-1949), dernier descendant légitime et en ligne masculine directe de la deuxième maison souveraine de Monaco, laquelle sortait du mariage de Louise-Hippolyte de Monaco (1697-1731), fille aînée et héritière d'Antoine de Monaco, dernier prince de la première maison souveraine de Monaco et arrière-petit-fils d'Honoré II (1598-1662), premier « prince et seigneur » de Monaco, avec Jacques de Goyon de Matignon (1689-1751), comte de Torigni, devenu le prince Jacques Ier. Fille naturelle et unique enfant du prince Louis II de Monaco, la princesse Charlotte (1898-1977) fut déclarée à sa naissance par son père, alors prince héréditaire, créée mademoiselle de Valentinois le 15 novembre 1911 par son grand-père, le prince souverain Albert Ier de Monaco, puis adoptée solennellement par le prince Louis le 16 mai 1919 — avec la nécessaire autorisation du prince Albert Ier —, devenant princesse de Monaco et duchesse de Valentinois. La loi successorale de la principauté, définie par le testament de Jean Ier en date du 8 mai 1454 et l'ordonnance du 8 mai 1882 du prince Charles III de Monaco, avait été modifiée par les ordonnances des 30 et 31 octobre 1918 d'Albert Ier, instituant le droit de succession par adoption dite « solennelle » ; en effet, la France, par le traité de Paris du 17 juillet 1918, conclu avec le représentant du prince souverain, avait négocié que la succession au trône de Monaco s'opérerait à l'avenir éventuellement en ligne adoptive mais nécessairement au profit d'un héritier direct, de nationalité française ou monégasque et agréé par le gouvernement français, cela afin d'éviter qu'un prince allemand ne puisse y monter (voir infra la descendance de la princesse Florestine de Monaco) : ainsi fut-il permis au prince Albert Ier et à son fils, le futur Louis II, de pousser vers le trône, malgré sa naissance illégitime, leur seule descendante. La princesse, à l'origine, avec son époux, le prince Pierre de Monaco, né comte Pierre de Polignac, de la troisième maison souveraine de Monaco, ne régna toutefois pas, renonça à ses droits au trône le 30 mai 1944 (pour elle-même) et laissa deux enfants successibles : le futur Rainier III et la princesse Antoinette, dont postérité qui suit.

### Rameau issu de Rainier III

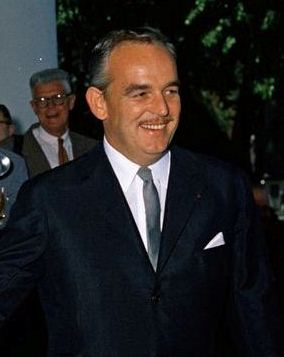
Rainier III (1923-2005).

Seul fils de la princesse Charlotte de Monaco et de son époux, le comte Pierre de Polignac, et cadet de la princesse Antoinette de Monaco, le prince Rainier III (1923-2005) a succédé à son grand-père Louis II en 1949 (sa mère Charlotte de Monaco ayant renoncé à ses droits pour elle-même et la loi successorale prévoyant une priorité masculine au même degré de parenté) et eu trois enfants de son mariage avec l'actrice américaine Grace Kelly : l'actuel prince régnant Albert II de Monaco, son seul fils, devenu prince souverain en 2005, en application de l'alinéa 1 de l'article 10 modifié de la Constitution de 1962 (actuelle loi successorale), qui dispose que la succession, ouverte par suite du décès ou de l'abdication du prince régnant, s'opère au profit de sa descendance directe et légitime par ordre de primogéniture avec priorité masculine au même degré de parenté ; et les princesses Caroline et Stéphanie, sœurs aînée et cadette du prince Albert II, successibles, ainsi que leur descendance légitime, par ordre de primogéniture avec priorité masculine au même degré de parenté, en application de l'alinéa 2 du même article (visant les frères, sœurs des princes régnants et leur postérité), rangées dans cet ordre après l'actuel souverain et ses enfants (numéros 1 et 2), mentionnées en gras et numérotées de 3 à 18.
- Albert II (né en 1958), actuel prince souverain de Monaco (depuis 2005), fils de Rainier III et de Grace Kelly, et petit-fils de Charlotte de Monaco ; marié à Charlene Wittstock.
  - 1. le prince Jacques de Monaco (né en 2014), prince héréditaire, marquis des Baux, fils d'Albert II et de Charlène Wittstock.
  - 2. la princesse Gabriella de Monaco (née en 2014), comtesse de Carladès, fille d'Albert II et de Charlène Wittstock.
- 3. la princesse Caroline de Monaco[8] (née en 1957), princesse de Hanovre, sœur aînée d'Albert II ; divorcée de Philippe Junot, veuve de Stefano Casiraghi, remariée (séparée) à Ernest-Auguste V de Hanovre.
  - 4. Andrea Casiraghi[9] (né en 1984), fils de Caroline de Monaco et de Stefano Casiraghi ; marié à Tatiana Santo Domingo (mariage civil célébré le 31 août 2013, mariage religieux célébré le 31 janvier 2014).
    - 5. Alexandre Casiraghi, dit « Sacha »[10],[11] (né en 2013), fils d'Andrea Casiraghi et de Tatiana Santo Domingo.
    - 6. Maximilian Casiraghi (né en 2018), fils d'Andrea Casiraghi et de Tatiana Santo Domingo.
    - 7. India Casiraghi (née en 2015), fille d'Andrea Casiraghi et de Tatiana Santo Domingo.

  - 8. Pierre Casiraghi (né en 1987), fils de Caroline de Monaco et de Stefano Casiraghi ; marié à Beatrice Borromeo (mariage civil célébré le 25 juillet 2015, mariage religieux célébré le 1er août 2015).
    - 9. Stefano Casiraghi (né en 2017), fils de Pierre Casiraghi et de Beatrice Borromeo.
    - 10. Francesco Casiraghi (né en 2018), fils de Pierre Casiraghi et de Beatrice Borromeo.

  - 11. Charlotte Casiraghi (née en 1986), fille de Caroline de Monaco et de Stefano Casiraghi ; mariée à Dimitri Rassam (mariage civil célébré le 1er juin 2019, mariage religieux célébré le 30 juin 2019).
    - 12. Balthazar Rassam (né en 2018), fils de Charlotte Casiraghi et de Dimitri Rassam.

  - 13. la princesse Alexandra de Hanovre[12] (née en 1999), fille de Caroline de Monaco et d'Ernest-Auguste V de Hanovre.
- 14. la princesse Stéphanie de Monaco (née en 1965), sœur cadette d'Albert II de Monaco, divorcée de Daniel Ducruet puis d'Adans Lopez Peres.
  - 15. Louis Ducruet[13] (né en 1992), fils de Stéphanie de Monaco et de Daniel Ducruet ; marié à Marie Chevallier (mariage civil célébré le 26 juillet 2019, mariage religieux célébré le 27 juillet 2019).
    - 16. Victoire Ducruet (née en 2023), fille de Louis Ducruet et de Marie Chevallier.
    - 17. Constance Ducruet (née en 2024), fille de Louis Ducruet et de Marie Chevallier.

  - 18. Pauline Ducruet (née en 1994), fille de Stéphanie de Monaco et de Daniel Ducruet.

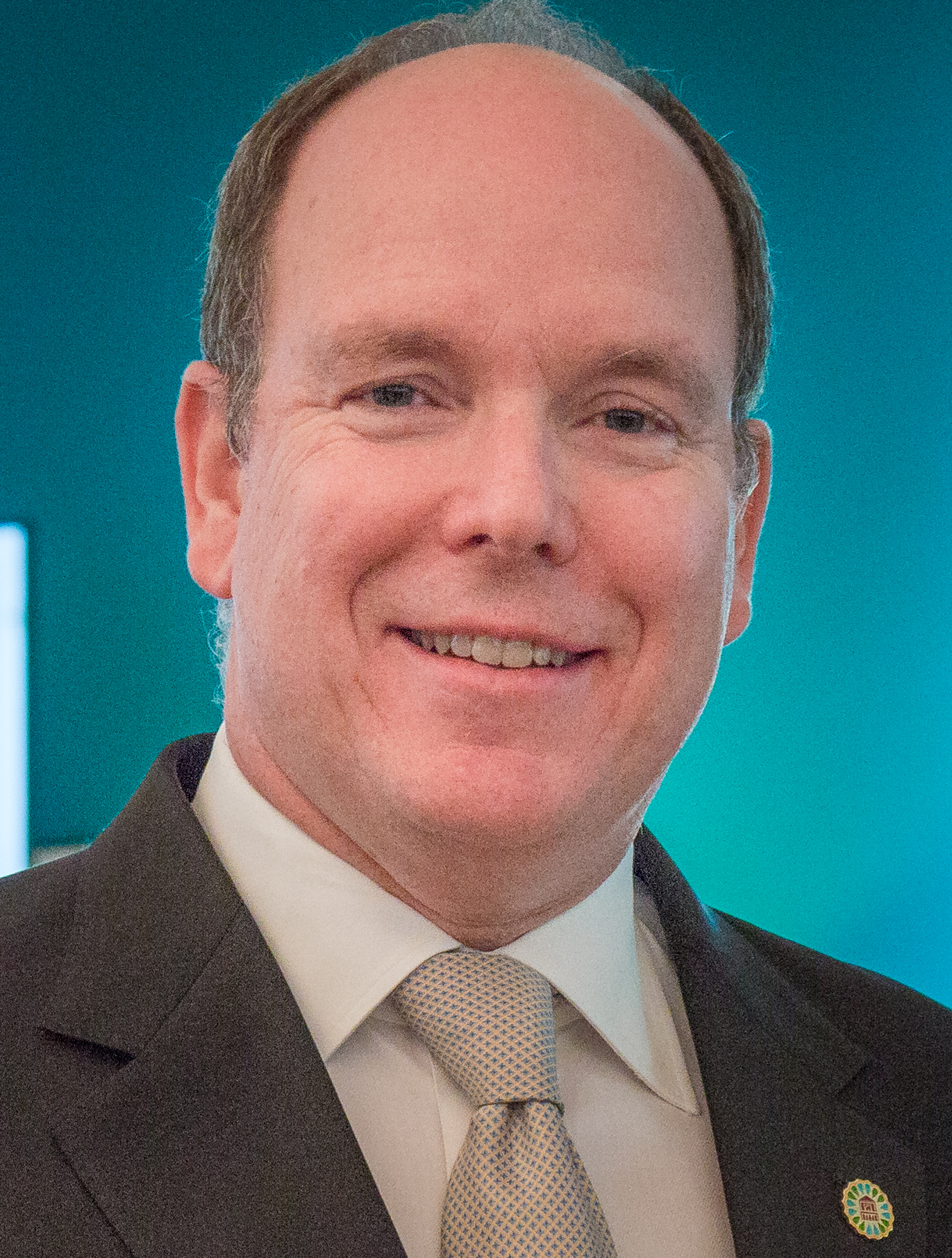
Albert II (1958), actuel prince souverain de Monaco.
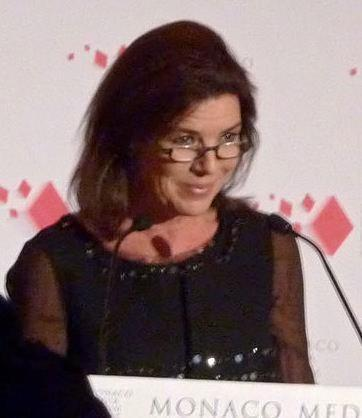
La princesse Caroline (1957), 3e dans l'ordre de succession.
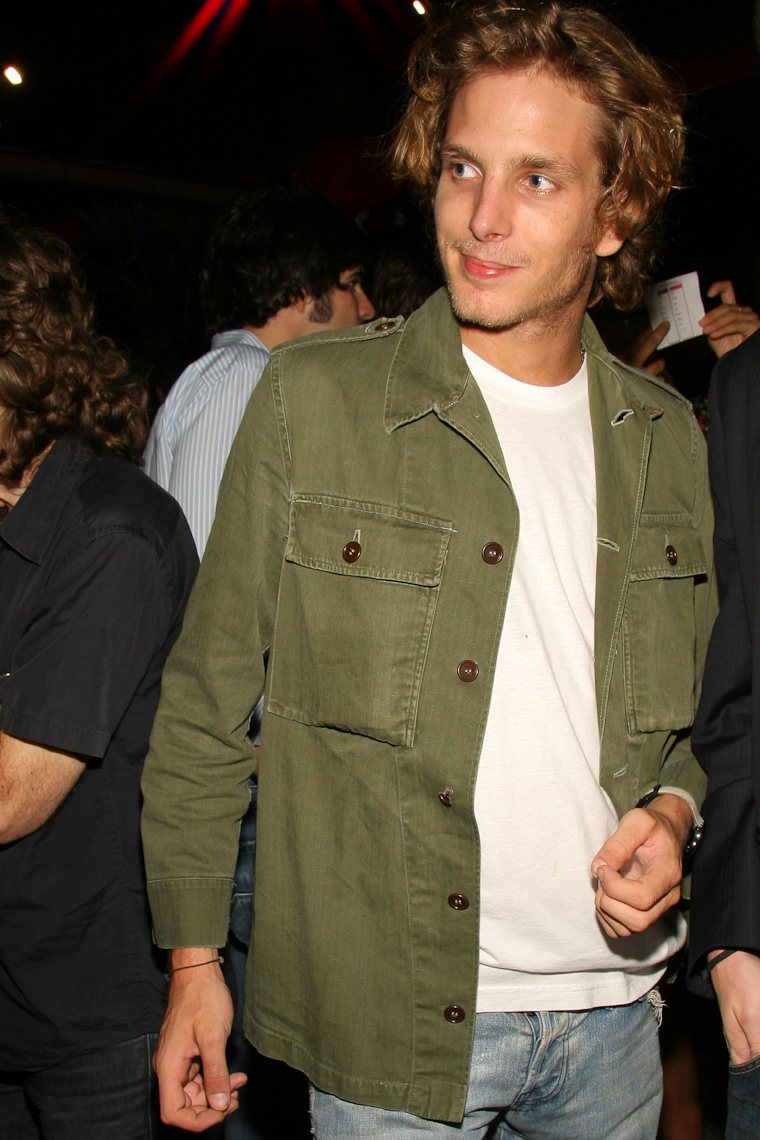
Andrea Casiraghi (1984), 4e dans l'ordre de succession.
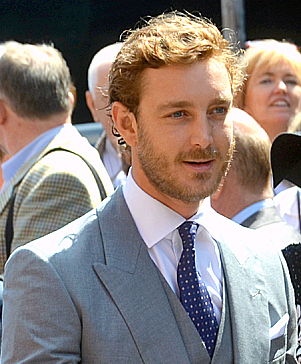
Pierre Casiraghi (1987), 8e dans l'ordre de succession.
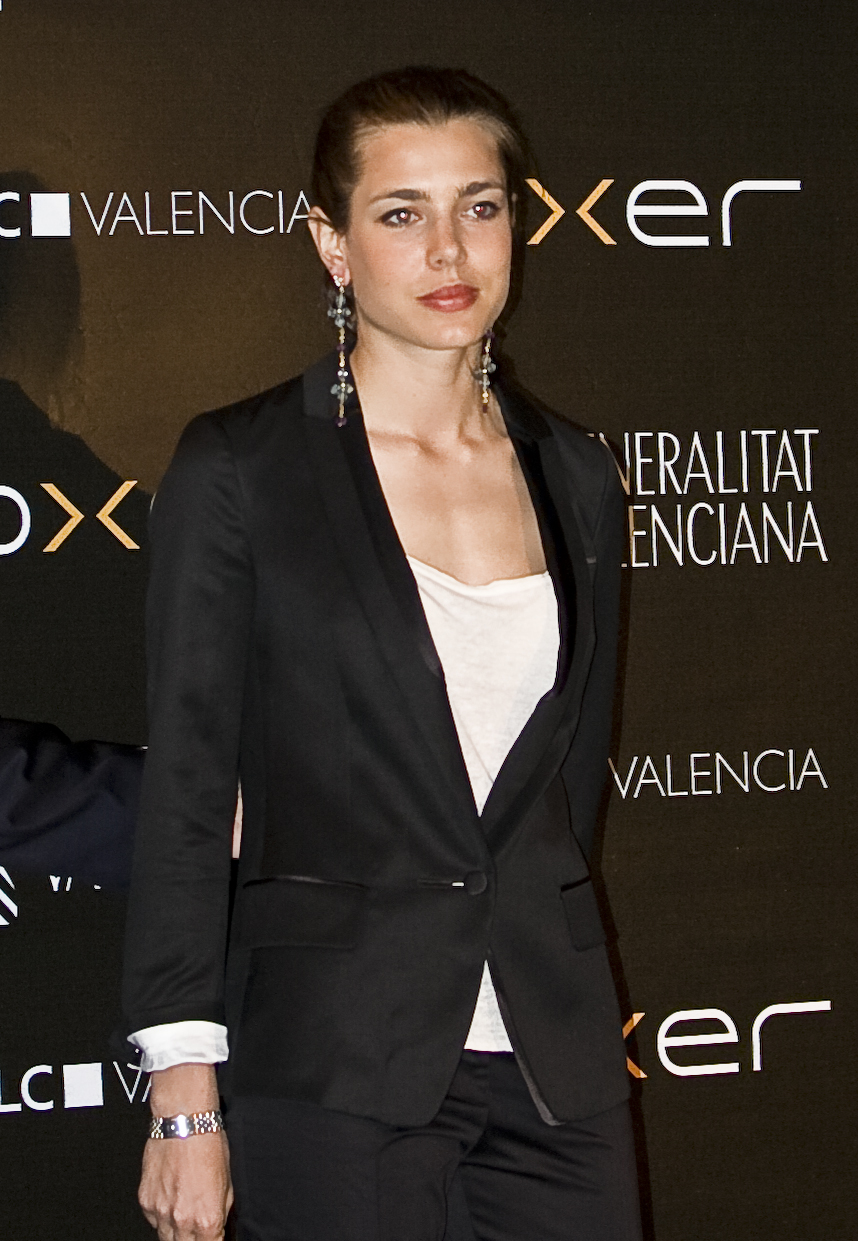
Charlotte Casiraghi (1986), 11e dans l'ordre de succession.
La princesse Alexandra de Hanovre (1999), 13e dans l'ordre de succession.
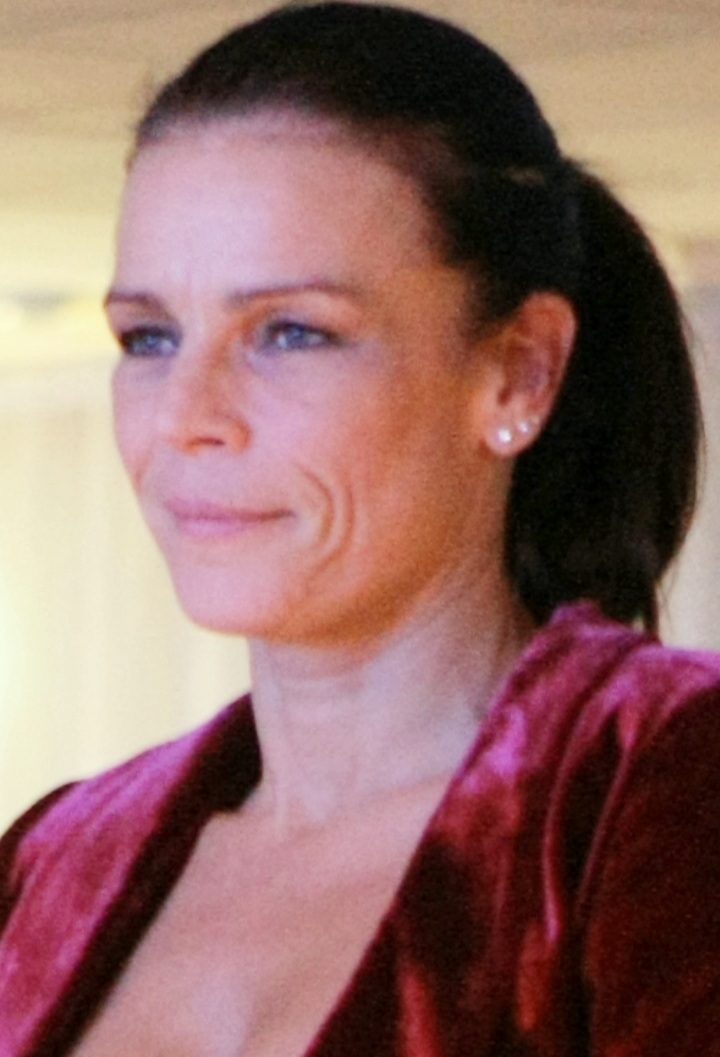
La princesse Stéphanie (1965), 14e dans l'ordre de succession.
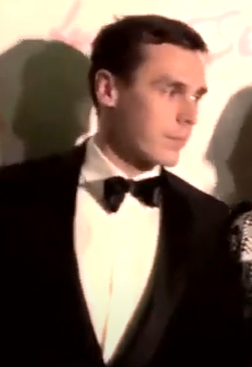
Louis Ducruet (1992), 15e dans l'ordre de succession.
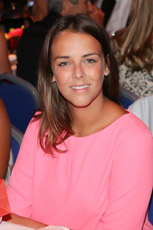
Pauline Ducruet (1994), 18e dans l'ordre de succession.

### Rameau issu d'Antoinette de Monaco
Seule fille de la princesse Charlotte de Monaco et de son époux, le prince Pierre de Polignac, et sœur aînée de Rainier III, la princesse Antoinette de Monaco (1920-2011), qui avait perdu toute capacité dynastique en application de l'article 10 de la Constitution de 1962 (prévoyant, dans sa version d'avant 2002, que la succession ne pouvait s'opérer qu'au profit de la seule descendance du prince régnant), fut, depuis 2002 et jusqu'à la mort de son frère Rainier III, au dixième rang dans l'ordre de succession (juste derrière sa petite-nièce Pauline Ducruet, seule fille légitime de sa nièce la princesse Stéphanie de Monaco, son neveu le prince Albert occupant alors la première place), puis demeura en principe successible en application de l'alinéa 4 de l'article 10 modifié, qui dispose qu'en cas de vacance grave du trône (absence de descendance légitime du prince régnant, de frère, de sœur ou de descendance légitime de ces derniers, aux termes des alinéas 1 et 2), il appartient au Conseil de la couronne, sur avis conforme du Conseil de régence, de désigner le nouveau prince souverain parmi les collatéraux du prince défunt ou démissionnaire. La princesse Antoinette de Monaco eut trois enfants naturels, portant le nom de Massy, mais légitimés par son mariage, en 1951, avec son premier époux, le champion de tennis Alexandre Noghès, dont postérité subsistante dynaste en application du même alinéa 4 de l'article 10 modifié de la Constitution de 1962, rangée par ordre de primogéniture avec priorité masculine au même degré de parenté et mentionnée en gras, ainsi qu'il a été fait pour la postérité du prince Rainier III.
- Christian de Massy (né en 1949), baron de Massy[16], fils d'Antoinette de Monaco et d'Alexandre Noghès, et petit-fils de Charlotte de Monaco ; divorcé de María Marta Quintana y del Carril, puis d'Anne Michèle Lütken, puis de Julia Lakschin, marié (séparé)[réf. nécessaire] de Cécile Gelabale.
  - Antoine de Massy (né en 1996)[17], fils de Christian de Massy et de Cécile Irène Gelabale.
  - Leticia de Massy (née en 1971), fille de Christian de Massy et de María Marta Quintana y del Carril ; mariée au jonkheer Thomas de Brouwer[18].
    - Sylvestre de Brouwer (né en 2008), jonkheer, fils de Leticia de Massy et de Thomas de Brouwer.
    - Rose de Brouwer[19] (née en 2008), jonkvrouw, fille de Leticia de Massy et de Thomas de Brouwer.
- Élisabeth-Anne de Massy (1947-2020), sœur aînée de Christian de Massy, et fille d'Antoinette de Monaco et d'Alexandre Noghès ; divorcée d'Alexandre Taubert, dit « baron Taubert-Natta »[20], puis de Nicolai Costello, dit « de Lusignan »[21].
  - Jean-Léonard Taubert de Massy, baron Taubert[22] (né en 1974), fils d'Élisabeth-Anne de Massy et d'Alexandre Taubert ; marié à Suzanne Chrimes.
    - Melchior Taubert (né en 2009), fils de Jean-Léonard Taubert de Massy et de Suzanne Chrimes.

  - Mélanie-Antoinette Costello de Massy, dite « de Lusignan »[23] (1985), fille d'Élisabeth-Anne de Massy et de Nicolai de Lusignan.
- Christine de Massy (1951-1989), épouse Wayne Knecht[24].
  - Sebastian Knecht de Massy[25] (né en 1972), fils de Christine de Massy et de Wayne Knecht.
    - Andrea Knecht (né en 2008), fils de Sebastian Knecht de Massy et de Donatella Dugaginy.
    - Christine Knecht (née en 2000), fille de Sebastian Knecht de Massy et de Donatella Dugaginy.
    - Alexia Knecht (née en 2001), fille de Sebastian Knecht de Massy et de Donatella Dugaginy.
    - Vittoria Knecht (née en 2007), fille de Sebastian Knecht de Massy et de Donatella Dugaginy.

## Descendance de Florestine de Monaco

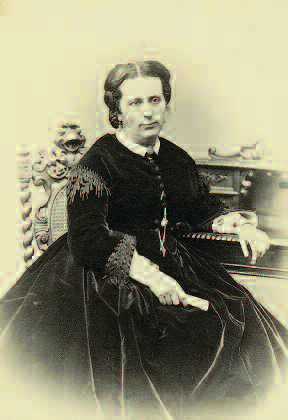
Florestine de Monaco (1833-1897), fille de Florestan de Monaco.

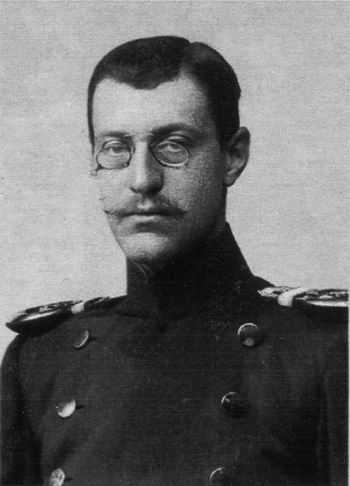
Le comte Guillaume de Wurtemberg, 2e duc d'Urach (1864-1928), fils de Florestine de Monaco.

Cette deuxième branche de la famille princière de Monaco est issue de comte Guillaume de Wurtemberg, 2e duc d'Urach (1864-1928), l'un des deux enfants du comte Frédéric de Wurtemberg, 1er duc d'Urach, et de sa seconde épouse, la princesse Florestine de Monaco (1833-1897), fille du prince souverain Florestan (lui-même arrière-petit-fils de Jacques Ier et de Louise-Hippolyte de Monaco, auteurs de la deuxième maison souveraine de Monaco). Ses représentants ne sont pas habituellement considérés comme dynastes à Monaco du fait des renonciations du duc à toute prétention au trône pour lui-même, ses enfants mineurs et leur postérité à naître, en octobre 1924, et de ses enfants majeurs (Élisabeth, Carole, Guillaume-Albert, Charles-Géron et Marguerite) pour eux-mêmes, leurs enfants mineurs et leur postérité à naître, en août 1924. En effet, la France, au lendemain de la première Guerre mondiale, n'entendait pas voir un jour un Allemand prendre possession du célèbre rocher — le traité de Paris (1918) avait notamment pour finalité d'éviter que la chose ne se produise au décès du futur Louis II, le 2e duc d'Urach, son plus proche parent en ligne légitime mais de nationalité allemande, étant jusque-là le successeur immédiat du dernier prince de la deuxième maison souveraine de Monaco, avant que ce dernier n'adopte sa fille naturelle, la princesse Charlotte de Monaco, la rendant ainsi dynaste en application de l'ordonnance du 30 octobre 1918 déjà citée ; les descendants de la princesse Florestine de Monaco s'inclinèrent, mais en faveur d'Aynard Guigues de Moreton de Chabrillan (voir infra la descendance de la princesse Honorine de Monaco), refusant le changement de loi successorale fait au bénéfice de la princesse Charlotte. La maison d'Urach constitue aussi une branche morganatique de la maison de Wurtemberg, et, en novembre 1918, le 2e duc d'Urach avait déjà refusé le trône de Lituanie (dont il fut l'éphémère et théorique roi Mindaugas II). À noter que l'actuelle loi successorale (alinéa 3 de l'article 10 modifié de la Constitution de 1962) prévoit la renonciation à ses droits d'un dynaste. On trouvera ci-dessous, toujours par ordre de primogéniture avec priorité masculine au même degré de parenté, les descendants vivants, issus en légitime mariage, du 2e duc d'Urach ; tout comme la postérité légitime de la princesse Charlotte de Monaco, ils figurent en gras, considérant que les renonciations dont il a été parlé, un peu forcées par l'Histoire, sont intervenues après le traité de Paris, qui privait déjà les membres de la maison d'Urach de toute chance de monter sur le trône, en sorte qu'on peut s'interroger sur la validité des renonciations à des droits que les Urach ne possédaient plus alors. Le prince Charles d'Urach, quant à lui, frère du 2e duc, également issu du second mariage de son père avec la princesse Florestine de Monaco, qui avait renoncé à ses droits pour lui-même et sa postérité à naître en septembre 1924, est mort sans avoir contracté d'alliance.
- Patrick Guinness (1956), fils de Desmond Guinness et de Marie-Gabrielle d'Urach, elle-même fille de Rosemary Blackadder et d'Albert d'Urach (fils d'Amélie en Bavière et de Guillaume d'Urach, lui-même fils de Florestine de Monaco et de Frédéric d'Urach) ; divorcé de Félicité Casey, et marié à Louise Arundel.
  - Thomas Guinness (1991), fils de Patrick Guinness et de Louise Arundel.
  - George Guinness (1999), fils de Patrick Guinness et de Louise Arundel.
  - Jasmine Guinness (1976), fille de Patrick Guinness et de Félicité Casey ; mariée à Gawaine Rainey.
    - Arthur Rainey (2001), fils de Jasmine Guinness et de Gawaine Rainey.
    - Otis Rainey (2005), fils de Jasmine Guinness et de Gawaine Rainey.

  - Céleste Guinness (1990), fille de Patrick Guinness et de Louise Arundel.
  - Lily Guinness (1995), fille de Patrick Guinness et de Louise Arundel.
- Marina Guinness (1957), fille de Desmond Guinness et de Marie-Gabrielle d'Urach, elle-même fille de Rosemary Blackadder et d'Albert d'Urach (fils d'Amélie en Bavière et de Guillaume d'Urach, lui-même fils de Florestine de Monaco et de Frédéric d'Urach).
- Manuela d'Urach (1945), fille d'Ute Waldschmidt et d'Albert d'Urach[31], lui-même fils de d'Amélie en Bavière et de Guillaume d'Urach (fils de Florestine de Monaco et de Frédéric d'Urach) ; mariée à Sergius von Cube.
  - Vera von Cube (1968), fille de Manuela d'Urach et de Sergius von Cube.
  - Katja von Cube (1970), fille de Manuela d'Urach et de Sergius von Cube ; mariée à Jochen Werz.
- Charles-Anselme d'Urach (1955), 4e duc d'Urach[32], fils d'Iniga de Tour et Taxis et de Rupert-Évrard d'Urach, lui-même fils d'Amélie en Bavière et de Guillaume d'Urach (fils de Florestine de Monaco et de Frédéric d'Urach) ; marié à Saskia Wüsthof.
  - Guillaume d'Urach (1991), fils de Charles-Anselme d'Urach et de Saskia Wüsthof.
  - Maximilien d'Urach (1993), fils de Charles-Anselme d'Urach et de Saskia Wüsthof.
- Guillaume d'Urach (1957), 5e duc d'Urach, fils d'Iniga de Tour et Taxis et de Rupert-Évrard d'Urach, lui-même fils d'Amélie en Bavière et de Guillaume d'Urach (fils de Florestine de Monaco et de Frédéric d'Urach) ; marié à Karen de Brauchitsch.
  - Charles-Philippe d'Urach (1992), fils de Guillaume d'Urach et de Karen de Brauchitsch.
  - Alexandra-Charlotte d'Urach (1994), fille de Guillaume d'Urach et de Karen de Brauchitsch.
  - Louise d'Urach (1996), fille de Guillaume d'Urach et de Karen de Brauchitsch.
- Évrard-Inigo d'Urach (1962), fils d'Iniga de Tour et Taxis et de Rupert-Évrard d'Urach, lui-même fils d'Amélie en Bavière et de Guillaume d'Urach (fils de Florestine de Monaco et de Frédéric d'Urach) ; marié à Danièle de Bodman.
  - Évrard d'Urach (1990), fils d'Évrard-Inigo d'Urach et de Danièle de Bodman.
  - Anselme d'Urach (1992), fils d'Évrard-Inigo d'Urach et de Danièle de Bodman.
  - Amélie d'Urach (1994), fille d'Évrard-Inigo d'Urach et de Danièle de Bodman.
- Amélie d'Urach (1949), fille d'Iniga de Tour et Taxis et de Rupert-Évrard d'Urach, lui-même fils d'Amélie en Bavière et de Guillaume d'Urach (fils de Florestine de Monaco et de Frédéric d'Urach) ; mariée à Curt-Hildebrand d'Einsiedel.
  - Alexandre d'Einsiedel (1976), fils d'Amélie d'Urach et de Curt-Hildebrand d'Einsiedel.
  - Élisabeth d'Einsiedel (1977), fille d'Amélie d'Urach et de Curt-Hildebrand d'Einsiedel.
  - Iniga d'Einsiedel (1979), fille d'Amélie d'Urach et de Curt-Hildebrand d'Einsiedel.
  - Sophie d'Einsiedel (1980), fille d'Amélie d'Urach et de Curt-Hildebrand d'Einsiedel ; mariée à Constantin d'Eichborn.
    - Madeleine d'Eichborn (2006), fille de Sophie d'Einsiedel et de Constantin d'Eichborn.

  - Thérèse d'Einsiedel (1984), fille d'Amélie d'Urach et de Curt-Hildebrand d'Einsiedel ; mariée à François d'Orléans, « comte de Dreux », membre de la famille d'Orléans.
  - Valérie d'Einsiedel (1986), fille d'Amélie d'Urach et de Curt-Hildebrand d'Einsiedel.
  - Victoria d'Einsiedel (1986), fille d'Amélie d'Urach et de Curt-Hildebrand d'Einsiedel.
  - Félicité d'Einsiedel (1990), fille d'Amélie d'Urach et de Curt-Hildebrand d'Einsiedel.
- Félix de Liechtenstein (1951), fils d'Emma de Gutmannsthal-Benvenuti et de Guillaume de Liechtenstein, lui-même fils de Charles-Aloïs de Liechtenstein et d'Élisabeth d'Urach (fille d'Amélie en Bavière et de Guillaume d'Urach, lui-même fils de Florestine de Monaco et de Frédéric d'Urach).
- Benoît de Liechtenstein (1953), fils d'Emma de Gutmannsthal-Benvenuti et de Guillaume de Liechtenstein, lui-même fils de Charles-Aloïs de Liechtenstein et d'Élisabeth d'Urach (fille d'Amélie en Bavière et de Guillaume d'Urach, lui-même fils de Florestine de Monaco et de Frédéric d'Urach) ; marié à Maria Schoisswohl.
- Stéphane de Liechtenstein (1957), fils d'Emma de Gutmannsthal-Benvenuti et de Guillaume de Liechtenstein, lui-même fils de Charles-Aloïs de Liechtenstein et d'Élisabeth d'Urach (fille d'Amélie en Bavière et de Guillaume d'Urach, lui-même fils de Florestine de Monaco et de Frédéric d'Urach) ; marié à Andrea de Kloss.
- Henri de Liechtenstein (1964), fils d'Emma de Gutmannsthal-Benvenuti et de Guillaume de Liechtenstein, lui-même fils de Charles-Aloïs de Liechtenstein et d'Élisabeth d'Urach (fille d'Amélie en Bavière et de Guillaume d'Urach, lui-même fils de Florestine de Monaco et de Frédéric d'Urach).
- Henri Dessewffy de Csernek et Tarkeő (1979), fils d'Aurel Dessewffy de Csernek et Tarkeő et de Marie-Thérèse de Liechtenstein, elle-même fille d'Emma de Gutmannsthal-Benvenuti et de Guillaume de Liechtenstein, lui-même fils de Charles-Aloïs de Liechtenstein et d'Élisabeth d'Urach (fille d'Amélie en Bavière et de Guillaume d'Urach, lui-même fils de Florestine de Monaco et de Frédéric d'Urach)
  - Marcus Dessewffy de Csernek et Tarkeő (1986), fils de Marie-Thérèse de Liechtenstein et d'Aurel Dessewffy de Csernek et Tarkeő.
  - Felicity Dessewffy de Csernek et Tarkeő (1981), fille de Marie-Thérèse de Liechtenstein et d'Aurel Dessewffy de Csernek et Tarkeő.
  - Alice Dessewffy de Csernek et Tarkeő (1984), fille de Marie-Thérèse de Liechtenstein et d'Aurel Dessewffy de Csernek et Tarkeő.
- Wolfgang de Liechtenstein (1934), fils de Charles-Aloïs de Liechtenstein et d'Élisabeth d'Urach, elle-même fille d'Amélie en Bavière et de Guillaume d'Urach (fils de Florestine de Monaco et de Frédéric d'Urach) ; marié à Gabrièle Basselet de La Rosée.
  - Léopold de Liechtenstein (1978), fils de Wolfgang de Liechtenstein et de Gabrièle Basselet de La Rosée ; marié à Barbara Wichart.
    - Laurent de Liechtenstein (2012), fils de Léopold de Liechtenstein et de Barbara Wichart.

  - Stéphanie de Liechtenstein (1976), fille de Wolfgang de Liechtenstein et de Gabrièle Basselet de La Rosée.
- André de Spee (1971), fils de Rochus de Spee et de Françoise de Liechtenstein, elle-même fille de Charles-Aloïs de Liechtenstein et d'Élisabeth d'Urach (fille d'Amélie en Bavière et de Guillaume d'Urach, lui-même fils de Florestine de Monaco et de Frédéric d'Urach).
- Isabelle de Spee (1966), fille de Rochus de Spee et de Françoise de Liechtenstein, elle-même fille de Charles-Aloïs de Liechtenstein et d'Élisabeth d'Urach (fille d'Amélie en Bavière et de Guillaume d'Urach, lui-même fils de Florestine de Monaco et de Frédéric d'Urach) ; mariée à Cyrille de Twickel.
  - Jean de Twickel (1997), fils d'Isabelle de Spee et de Cyrille de Twickel.
  - Séverin de Twickel (2001), fils d'Isabelle de Spee et de Cyrille de Twickel.
  - Françoise de Twickel (1995), fille d'Isabelle de Spee et de Cyrille de Twickel.
- Monique de Spee (1967), fille de Rochus de Spee et de Françoise de Liechtenstein, elle-même fille de Charles-Aloïs de Liechtenstein et d'Élisabeth d'Urach (fille d'Amélie en Bavière et de Guillaume d'Urach, lui-même fils de Florestine de Monaco et de Frédéric d'Urach).
- Charles de Matuschka (1960), fils de Clément de Matuschka et d'Amélie de Hohenlohe-Waldenbourg-Schillingsfürst, elle-même fille de Frédéric-Charles de Hohenlohe-Waldenbourg-Schillingsfürst et de Mechtild d'Urach, elle-même fille d'Amélie en Bavière et de Guillaume d'Urach (fils de Florestine de Monaco et de Frédéric d'Urach) ; marié à Jenifer Young.
  - Benoît de Matuschka (1999), fils de Charles de Matuschka et de Jenifer Young.
  - Daniela de Matuschka (1991), fille de Charles de Matuschka et de Jenifer Young.
  - Amélie de Matuschka (1994), fille de Charles de Matuschka et de Jenifer Young.
  - Isabelle de Matuschka (1995), fille de Charles de Matuschka et de Jenifer Young.
  - Victoria de Matuschka (1995), fille de Charles de Matuschka et de Jenifer Young.
- Philippe de Matuschka (1961), fils d'Amélie de Hohenlohe-Waldenbourg-Schillingsfürst et de Clément de Matuschka ; marié à Jennifer Leonard.
  - Philippe de Matuschka (1994), fils de Philippe de Matuschka et de Jennifer Leonard.
  - Richard de Matuschka (1994), fils de Philippe de Matuschka et de Jennifer Leonard.
  - Sara de Matuschka (1989), fille de Philippe de Matuschka et de Jennifer Leonard.
  - Sophie de Matuschka (1990), fille de Philippe de Matuschka et de Jennifer Leonard.
  - Béatrice de Matuschka (1998), fille de Philippe de Matuschka et de Jennifer Leonard.
- Stéphanie de Matuschka (1957), fille d'Amélie de Hohenlohe-Waldenbourg-Schillingsfürst et de Clément de Matuschka ; mariée à Othon de Stolberg-Stolberg.
  - Antoine de Stolberg (1982), fils de Stéphanie de Matuschka et de Othon de Stolberg-Stolberg.
  - Louis de Stolberg (1984), fils de Stéphanie de Matuschka et de Othon de Stolberg-Stolberg.
  - Joseph de Stolberg (1986), fils de Stéphanie de Matuschka et de Othon de Stolberg-Stolberg.
  - Jean-Évrard de Stolberg (1992), fils de Stéphanie de Matuschka et de Othon de Stolberg-Stolberg.
- Marie-Gabrielle de Matuschka (1958), fille d'Amélie de Hohenlohe-Waldenbourg-Schillingsfürst et de Clément de Matuschka ; mariée à Constantin Teuffel de Birkensee.
  - Maximilien Teuffel de Birkensee (1983), fils de Marie-Gabrielle de Matuschka et de Constantin Teuffel de Birkensee.
  - Fiona Teuffel de Birkensee (1985), fille de Marie-Gabrielle de Matuschka et de Constantin Teuffel de Birkensee.
  - Thérèse Teuffel de Birkensee (1986), fille de Marie-Gabrielle de Matuschka et de Constantin Teuffel de Birkensee.
- Alice de Matuschka (1972), fille d'Amélie de Hohenlohe-Waldenbourg-Schillingsfürst et de Clément de Matuschka ; mariée à Ulrich Fischer.
- Thérèse de Hohenlohe-Waldenbourg-Schillingsfürst (1938), fille de Frédéric-Charles de Hohenlohe-Waldenbourg-Schillingsfürst et de Mechtild d'Urach, elle-même fille d'Amélie en Bavière et de Guillaume d'Urach (fils de Florestine de Monaco et de Frédéric d'Urach) ; mariée à Joseph-Hubert de Neipperg.
- Hilda de Hohenlohe-Waldenbourg-Schillingsfürst (1943), fille de Frédéric-Charles de Hohenlohe-Waldenbourg-Schillingsfürst et de Mechtild d'Urach, elle-même fille d'Amélie en Bavière et de Guillaume d'Urach (fils de Florestine de Monaco et de Frédéric d'Urach) ; mariée à Joseph de Croÿ.
  - Maximilien de Croÿ (1971), fils de Hilda de Hohenlohe-Waldenbourg-Schillingsfürst et de Joseph de Croÿ ; marié à Joséphine de Trauttmansdorff-Weinsberg.
    - Joseph de Croÿ (2009), fils de Maximilien de Croÿ et de Joséphine de Trauttmansdorff-Weinsberg.
    - Isabelle de Croÿ (2008), fille de Maximilien de Croÿ et de Joséphine de Trauttmansdorff-Weinsberg.

  - Benoît de Croÿ (1977), fils de Hilda de Hohenlohe-Waldenbourg-Schillingsfürst et de Joseph de Croÿ.
  - Marie-Thérèse de Croÿ (1969), fille de Hilda de Hohenlohe-Waldenbourg-Schillingsfürst et de Joseph de Croÿ ; marié à Peter Gumprecht.

## Descendance d'Honorine de Monaco

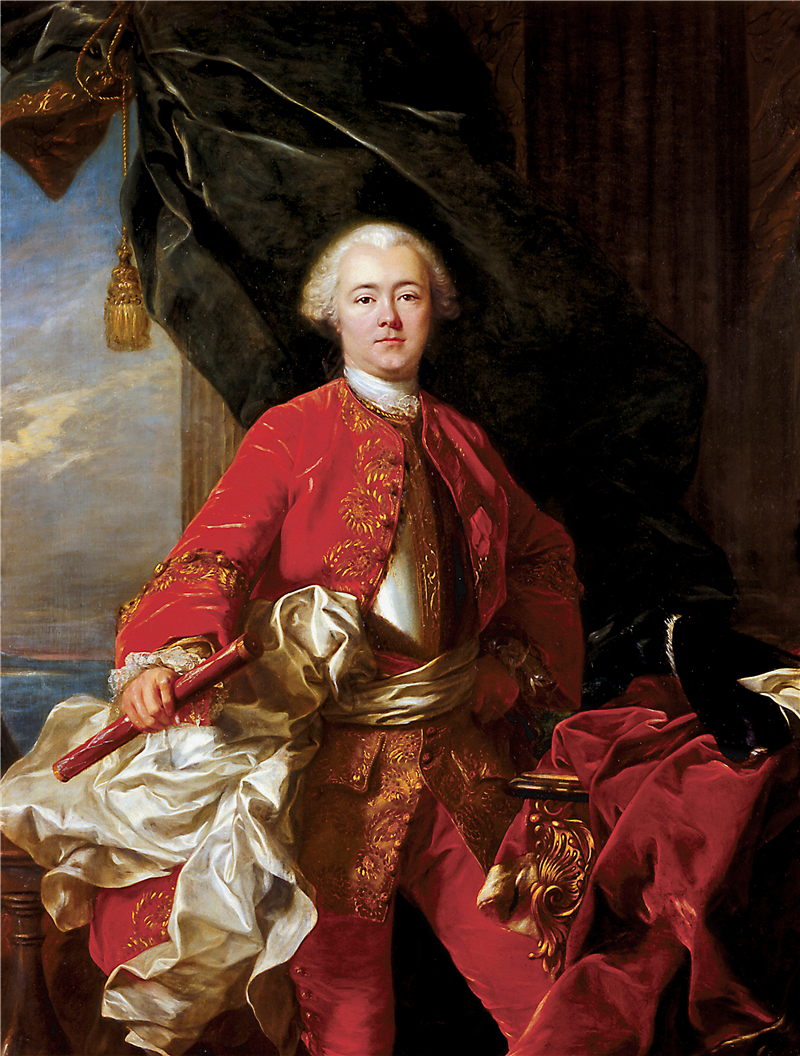
Honoré III (1733-1793), père d'Honorine de Monaco.

Cette troisième branche de la famille princière est issue d'Aynard Guigues de Moreton, marquis de Chabrillan, arrière-petit-fils de René de La Tour du Pin, marquis de La Charce, et de son épouse, la princesse Honorine de Monaco (1784-1879), fille du prince Joseph de Monaco et petite-fille du prince souverain Honoré III (lui-même fils de Jacques Ier de Monaco et de Louise-Hippolyte de Monaco, auteurs de la deuxième maison souveraine de Monaco). C'est à l'un de ses représentants — Aynard de Chabrillan, précité — qu'aurait pu échoir le trône de Monaco si la loi successorale n'avait pas été modifiée au profit de la princesse Charlotte de Monaco, duchesse de Valentinois (les duc et princes d'Urach ayant renoncé à toute prétention, ainsi qu'il a été dit plus haut), à la suite du traité de Paris (1918) ; c'est également la branche la plus proche de celle issue de la princesse Charlotte de Monaco si l'on excepte celle d'Urach et la dernière à descendre de Jacques Ier et Louise-Hippolyte de Monaco. Soulignons que c'est sur le conseil du parlement monégasque, et avec l'accord des autorités françaises (dans le cadre du protectorat, instauré par la Constitution de 1911), que le prince Albert Ier de Monaco modifia la loi successorale, y inscrivant le droit de succession par adoption dite « solennelle » (disposition écartée en 2002, sous le règne de Rainier III, son arrière-petit-fils, comme on l'a vu) ; cependant les aînés de la branche dont il est ici question, lointains parents — mais en ligne légitime — de Louis II de Monaco, revendiquèrent la succession du dernier prince de la deuxième maison souveraine de Monaco. Rappelons par ailleurs qu'en cas de vacance grave du trône (absence de descendance légitime du prince régnant, de frère, de sœur ou de descendance légitime de ces derniers, aux termes des alinéas 1 et 2 de l'article 10 modifié de la Constitution de 1962), il appartient au Conseil de la couronne, sur avis conforme du Conseil de régence, de désigner le nouveau prince souverain parmi les collatéraux du prince défunt ou démissionnaire, et que la succession ne peut s'opérer qu'au profit d'une personne ayant la nationalité monégasque au jour de l'ouverture de la succession (alinéas 4 et 5 du même article 10) ; nous avons toutefois rangé les représentants actuels de cette branche française de la famille princière par ordre de primogéniture avec priorité masculine au même degré de parenté et les avons mentionnés en gras, ainsi qu'il a été fait précédemment.
- Xavier de Caumont La Force[36] (1963), comte de Caumont La Force, fils d'Élisabeth de Castellane et de Jean de Caumont La Force, lui-même fils d'Armand de Caumont La Force et d'Anne-Marie Guigues de Moreton de Chabrillan (fille de Félicité de Lévis-Mirepoix et d'Aynard Guigues de Moreton de Chabrillan, lui-même fils d'Anne de Croÿ et de Fortuné Guigues de Moreton de Chabrillan, lui-même fils de Jules Guigues de Moreton de Chabrillan et de Joséphine de La Tour du Pin, elle-même fille d'Honorine de Monaco et de René III de La Tour du Pin) ; marié à Corinne Borru de Lamotte.
  - Henri de Caumont La Force (1991), fils de Xavier de Caumont La Force et de Corinne Borru de Lamotte.
  - Hadrien de Caumont La Force (1994), fils de Xavier de Caumont La Force et de Corinne Borru de Lamotte.
  - Antoine de Caumont La Force (1998), fils de Xavier de Caumont La Force et de Corinne Borru de Lamotte.
- Isabelle de Caumont La Force (1952), fille d'Élisabeth de Castellane et de Jean de Caumont La Force, lui-même fils d'Armand de Caumont La Force et d'Anne-Marie Guigues de Moreton de Chabrillan (fille de Félicité de Lévis-Mirepoix et d'Aynard Guigues de Moreton de Chabrillan, lui-même fils d'Anne de Croÿ et de Fortuné Guigues de Moreton de Chabrillan, lui-même fils de Jules Guigues de Moreton de Chabrillan et de Joséphine de La Tour du Pin, elle-même fille d'Honorine de Monaco et de René III de La Tour du Pin) ; mariée à Aymar de Vincens de Causans.
  - Louis de Vincens de Causans[37] (1973), fils d'Isabelle de Caumont La Force et d'Aymar de Vincens de Causans.
  - Jacques de Vincens de Causans (1976), fils d'Isabelle de Caumont La Force et d'Aymar de Vincens de Causans.
  - Marie de Vincens de Causans (1979), fille d'Isabelle de Caumont La Force et d'Aymar de Vincens de Causans.
- Nicolas de Foucauld de Bodard de La Jacopière (1978), fils d'Emmanuel de Foucauld de Bodard de La Jacopière et de Cordélia de Caumont La Force, elle-même fille d'Élisabeth de Castellane et de Jean de Caumont La Force (fils d'Armand de Caumont La Force et d'Anne-Marie Guigues de Moreton de Chabrillan, elle-même fille de Félicité de Lévis-Mirepoix et d'Aynard Guigues de Moreton de Chabrillan, lui-même fils d'Anne de Croÿ et de Fortuné Guigues de Moreton de Chabrillan, lui-même fils de Jules Guigues de Moreton de Chabrillan et de Joséphine de La Tour du Pin, elle-même fille d'Honorine de Monaco et de René III de La Tour du Pin).
- Victoire de Foucauld de Bodard de La Jacopière (1987), fille d'Emmanuel de Foucauld de Bodard de La Jacopière et de Cordélia de Caumont La Force, elle-même fille d'Élisabeth de Castellane et de Jean de Caumont La Force (fils d'Armand de Caumont La Force et d'Anne-Marie Guigues de Moreton de Chabrillan, elle-même fille de Félicité de Lévis-Mirepoix et d'Aynard Guigues de Moreton de Chabrillan, lui-même fils d'Anne de Croÿ et de Fortuné Guigues de Moreton de Chabrillan, lui-même fils de Jules Guigues de Moreton de Chabrillan et de Joséphine de La Tour du Pin, elle-même fille d'Honorine de Monaco et de René III de La Tour du Pin).
- Margaux de Foucauld de Bodard de La Jacopière (1989), fille d'Emmanuel de Foucauld de Bodard de La Jacopière et de Cordélia de Caumont La Force, elle-même fille d'Élisabeth de Castellane et de Jean de Caumont La Force (fils d'Armand de Caumont La Force et d'Anne-Marie Guigues de Moreton de Chabrillan, elle-même fille de Félicité de Lévis-Mirepoix et d'Aynard Guigues de Moreton de Chabrillan, lui-même fils d'Anne de Croÿ et de Fortuné Guigues de Moreton de Chabrillan, lui-même fils de Jules Guigues de Moreton de Chabrillan et de Joséphine de La Tour du Pin, elle-même fille d'Honorine de Monaco et de René III de La Tour du Pin).
- Laurence de Caumont La Force (1961), fille d'Élisabeth de Castellane et de Jean de Caumont La Force, lui-même fils d'Armand de Caumont La Force et d'Anne-Marie Guigues de Moreton de Chabrillan (fille de Félicité de Lévis-Mirepoix et d'Aynard Guigues de Moreton de Chabrillan, lui-même fils d'Anne de Croÿ et de Fortuné Guigues de Moreton de Chabrillan, lui-même fils de Jules Guigues de Moreton de Chabrillan et de Joséphine de La Tour du Pin, elle-même fille d'Honorine de Monaco et de René III de La Tour du Pin).
- Jean d'Harcourt (1952), marquis d'Harcourt, fils de Bernard d'Harcourt et d'Élisabeth de Caumont La Force, elle-même fille d'Armand de Caumont La Force et d'Anne-Marie Guigues de Moreton de Chabrillan (fille de Félicité de Lévis-Mirepoix et d'Aynard Guigues de Moreton de Chabrillan, lui-même fils d'Anne de Croÿ et de Fortuné Guigues de Moreton de Chabrillan, lui-même fils de Jules Guigues de Moreton de Chabrillan et de Joséphine de La Tour du Pin, elle-même fille d'Honorine de Monaco et de René III de La Tour du Pin) ; marié à Françoise C. Fabre[38].
- Aude d'Harcourt (1949), fille de Bernard d'Harcourt et d'Élisabeth de Caumont La Force, elle-même fille d'Armand de Caumont La Force et d'Anne-Marie Guigues de Moreton de Chabrillan (fille de Félicité de Lévis-Mirepoix et d'Aynard Guigues de Moreton de Chabrillan, lui-même fils d'Anne de Croÿ et de Fortuné Guigues de Moreton de Chabrillan, lui-même fils de Jules Guigues de Moreton de Chabrillan et de Joséphine de La Tour du Pin, elle-même fille d'Honorine de Monaco et de René III de La Tour du Pin) ; mariée à Philippe Béjot.
  - Adrien Béjot (1981), fils d'Aude d'Harcourt et de Philippe Béjot.
- Alexandra d'Harcourt (1972), fille de Bernard d'Harcourt et d'Élisabeth de Caumont La Force, elle-même fille d'Armand de Caumont La Force et d'Anne-Marie Guigues de Moreton de Chabrillan (fille de Félicité de Lévis-Mirepoix et d'Aynard Guigues de Moreton de Chabrillan, lui-même fils d'Anne de Croÿ et de Fortuné Guigues de Moreton de Chabrillan, lui-même fils de Jules Guigues de Moreton de Chabrillan et de Joséphine de La Tour du Pin, elle-même fille d'Honorine de Monaco et de René III de La Tour du Pin) ; mariée à Pascal Chaillou.

## Descendance de Marie-Thérèse Grimaldi

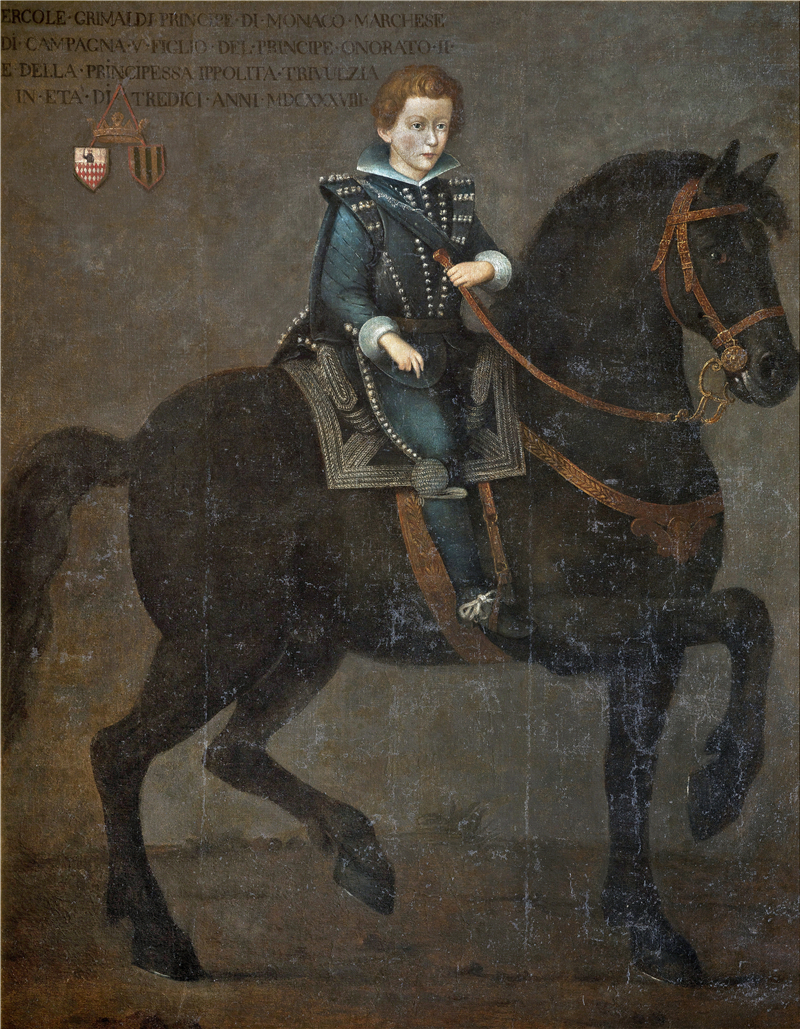
Hercule Grimaldi (1623-1651), marquis des Baux, père de Marie-Thérèse Grimaldi.

Cette quatrième branche, fort nombreuse et internationale, de la famille princière de Monaco, est issue de Marie-Thérèse Grimaldi (1650-1723), marquise de San Martino par son mariage avec Sigismond IV d'Este (1647-1732), fille (et dernier enfant ayant une descendance contemporaine) d'Hercule Grimaldi, marquis des Baux (1623-1651), lui-même fils unique d'Honoré II de Monaco (1598-1662), premier « prince et seigneur » de la première maison souveraine de Monaco (et arrière-grand-père d'Antoine II de Monaco, dernier prince de cette maison et père de Louise-Hippolyte de Monaco, qui fut à l'origine de la deuxième maison souveraine). Il n'existe pas, en dehors de cette dernière branche, de plus proches collatéraux des descendants de la princesse Charlotte de Monaco en dehors des héritiers des princesses Florestine et Honorine de Monaco. S'agissant de leurs très hypothétiques chances d'accéder au trône, on rappellera, ici encore, qu'en cas de vacance grave du trône (absence de descendance légitime du prince régnant, de frère, de sœur ou de descendance légitime de ces derniers, aux termes des alinéas 1 et 2 de l'article 10 modifié de la Constitution de 1962), il appartient au Conseil de la couronne, sur avis conforme du Conseil de régence, de désigner le nouveau prince souverain parmi les collatéraux (ici très éloignés, mais la Constitution ne fait aucune discrimination sur cette base) du prince défunt ou démissionnaire, et que la succession ne peut s'opérer qu'au profit d'une personne ayant la nationalité monégasque au jour de l'ouverture de la succession (alinéas 4 et 5 du même article).

## Tableau récapitulatif
- Honoré III de Monaco (1720-1795)
  -  Honoré IV de Monaco (1758-1819)
    -  Honoré V de Monaco (1778-1841)
    -  Florestan Ier de Monaco (1785-1856)
      -  Charles III de Monaco (1818-1889)
        -  Albert Ier de Monaco (1848-1922)
          -  Louis II de Monaco (1870-1949)
            - Charlotte Grimaldi (1898-1977)
              -  Rainier III de Monaco (1923-2005)
                -  Albert II de Monaco (1958)
                  - (1) Jacques de Monaco (2014)
                  - (2) Gabriella de Monaco (2014)

                - (3) Caroline Grimaldi (1957)
                  - (4) Andrea Casiraghi (1984)
                    - (5) Sacha Casiraghi (2013)
                    - (6) Maximilian Casiraghi (2018)
                    - (7) India Casiraghi (2015)

                  - (8) Pierre Casiraghi (1987)
                    - (9) Stefano Casiraghi (2017)
                    - (10) Francesco Casiraghi (2018)

                  - (11) Charlotte Casiraghi (1986)
                    - (12) Balthazar Rassam (2018)

                  - (13) Alexandra de Hanovre (1999)

                - (14) Stéphanie Grimaldi (1965)
                  - (15) Louis Ducruet (1992)
                    - (16) Victoire Ducruet (2023)
                    - (17) Constance Ducruet (2024)

                  - (18) Pauline Ducruet (1994)

              - Antoinette Grimaldi (1920-2011)
                - Christian de Massy (1949)
                  - Antoine de Massy (1997)
                  - Leticia de Massy (1971)
                    - Sylvestre de Brouwer (2008)
                    - Rose de Brouwer (2008)

                - Élisabeth-Anne de Massy (1947-2020)
                  - Jean-Léonard Taubert de Massy (1974)
                    - Melchior Taubert (2009)

                  - Mélanie Costello de Massy (1985)

                - Christine de Massy (1951-1989)
                  - Sebastian Knecht de Massy (1972)
                    - Andrea Knecht (2008)
                    - Christine Knecht (2000)
                    - Alexia Knecht (2001)
                    - Vittoria Knecht (2007)

      - Florestine Grimaldi (1833-1897)
        - Guillaume d'Urach (1864-1928)
          - Albert d'Urach (1903-1969)
            - Marie-Gabrièle d'Urach (1933-1989)
              - Patrick Guinness (1956)
                - Thomas Guinness (1991)
                - George Guinness (1999)
                - Jasmine Guinness (1976)
                  - Arthur Rainey (2001)
                  - Otis Rainey (2005)

                - Céleste Guinness (1990)
                - Lily Guinness (1995)

              - Marina Guinness (1957)

            - Manuela d'Urach (1945-2017)
              - Vera von Cube (1968)
              - Katja von Cube (1970)

          - Rupert-Évrard d'Urach (1907-1969)
            - Charles-Anselme d'Urach (1955)
              - Guillaume d'Urach (1991)
              - Maximilien d'Urach (1993)

            - Guillaume d'Urach (1957)
              - Charles-Philippe d'Urach (1992)
              - Alexandra-Charlotte d'Urach (1992)
              - Louise d'Urach (1996)

            - Évrard-Inigo d'Urach (1962)
              - Évrard d'Urach (1990)
              - Anselme d'Urach (1992)
              - Amélie d'Urach (1994)

            - Amélie d'Urach (1949)
              - Alexandre d'Einsiedel (1976)
              - Élisabeth d'Einsiedel (1977)
              - Iniga d'Einsiedel (1979)
              - Sophie d'Einsiedel (1980)
                - Madeleine d'Eichborn (2006)

              - Thérèse d'Einsiedel (1984)
              - Valérie d'Einsiedel (1986)
              - Victoria d'Einsiedel (1986)
              - Félicité d'Einsiedel (1990)

          - Élisabeth d'Urach (1894-1962)
            - Guillaume de Liechtenstein (1922-2006)
              - Félix de Liechtenstein (1951)
              - Stéphane de Liechtenstein (1957)
              - Henri de Liechtenstein (1964)
              - Marie-Thérèse de Liechtenstein (1953-2011)
                - Henri Dessewffy de Csernek et Tarkeő (1979)
                - Marcus Dessewffy de Csernek et Tarkeő (1986)
                  - Aurelia Dessewffy de Csernek et Tarkeő (2020)

                - Felicity Dessewffy de Csernek et Tarkeő (1981)
                - Alice Dessewffy de Csernek et Tarkeő (1984)

            - Wolfgang de Liechtenstein (1934)
              - Léopold de Liechtenstein (1978)
                - Laurent de Liechtenstein (2012)

              - Stéphanie de Liechtenstein (1976)

            - Françoise de Liechtenstein (1930-2006)
              - André de Spee (1971)
              - Isabelle de Spee (1966)
                - Jean de Twickel (1997)
                - Séverin de Twickel (2001)
                - Françoise de Twickel (1995)

              - Monique de Spee (1967)

          - Mechtild d'Urach (1912-2001)
            - Amélie de Hohenlohe-Waldenbourg-Schillingsfürst (1936-1985)
              - Charles de Matuschka (1960)
                - Benoît de Matuschka (1999)
                - Daniela de Matuschka (1991)
                - Amélie de Matuschka (1994)
                - Isabelle de Matuschka (1995)
                - Victoria de Matuschka (1996)

              - Philippe de Matuschka (1961)
                - Philippe de Matuschka (1994)
                - Richard de Matuschka (1994)
                - Sara de Matuschka (1989)
                - Sophie de Matuschka (1990)
                - Béatrice de Matuschka (1998)

              - Stéphanie de Matuschka (1957)
                - Antoine de Stolberg (1982)
                - Louis de Stolberg (1984)
                - Joseph de Stolberg (1986)
                - Jean-Évrard de Stolberg (1992)

              - Marie-Gabrielle de Matuschka (1958)
                - Maximilien Teuffel de Birkensee (1983)
                - Fiona Teuffel de Birkensee (1985)
                - Thérèse Teuffel de Birkensee (1986)

              - Alice de Matuschka (1972)

            - Thérèse de Hohenlohe-Waldenbourg-Schillingsfürst (1938)
            - Hilda de Hohenlohe-Waldenbourg-Schillingsfürst (1943)
              - Maximilien de Croÿ (1971)
                - Joseph de Croÿ (2009)
                - Isabelle de Croÿ (2008)

              - Benoît de Croÿ (1977)
              - Marie-Thérèse de Croÿ (1969)

  - Joseph Grimaldi (1763-1816)
    - Honorine Grimaldi (1784-1879)
      - Joséphine de La Tour du Pin (1805-1865)
        - Fortuné Guigues de Moreton de Chabrillan (1828-1900)
          - Aynard Guigues de Moreton de Chabrillan (1869-1950)
            - Anne-Marie Guigues de Moreton de Chabrillan (1894-1983)
              - Jean de Caumont La Force (1920-1986)
                - Xavier de Caumont La Force (1963)
                  - Henri de Caumont La Force (1991)
                  - Hadrien de Caumont La Force (1994)
                  - Antoine de Caumont La Force (1998)

                - Isabelle de Caumont La Force (1952-2024)
                  - Louis de Vincens de Causans (1973)
                  - Jacques de Vincens de Causans (1976)
                  - Marie de Vincens de Causans (1979)

                - Cordélia de Caumont La Force (1955-1995)
                  - Nicolas de Foucauld de Bodard de La Jacopière (1978)
                  - Victoire de Foucauld de Bodard de La Jacopière (1987)
                  - Margaux de Foucauld de Bodard de La Jacopière (1989)

                - Laurence de Caumont La Force (1961)

              - Élisabeth de Caumont La Force (1927-2003)
                - Jean d'Harcourt (1952)
                - Aude d'Harcourt (1949-2019)
                  - Adrien Béjot (1981)

                - Alexandra d'Harcourt (1972)